# Kreisliga
Le Kreisliga, letteralmente lega di circondario, sono in molti casi i più bassi campionati tedeschi di calcio. L'organizzazione varia da regione a regione. In molti casi ci sono più kreisliga, prima, seconda e terza, e talvolta hanno sotto le kreisklasse.
In alcuni casi si arriva fino a sette campionati sovrapposti.